# Krašovický rybník (Čížová)
Krašovický rybník se nachází východně od vsi Krašovice v okrese Písek na bezejmenném levostranném přítoku potoka Jiher. Rybník má protáhlý tvar orientovaný ze severozápadu na jihovýchod – hráz je tedy na jihovýchodní straně. Délka rybníka je asi 248 m a šířka kolem 80 m, hráz měří 70 m. Rybník je napájen potokem pramenícím pod sportovním letištěm u Krašovic. Voda z něj odtéká přepadem v pravé části hráze a stavidlem uprostřed hráze. Na levém břehu u hráze se nachází malý objekt. Po hrázi vede polní cesta spojující průmyslovou zónu Písek s Topělcem. V okolí rybníka jsou pole, břehy jsou porostlé rákosem a na hrázi jsou stromy. Pod Krašovickým rybníkem je malý rybník nazvaný Zálesný. Rybník vznikl před rokem 1869.

## Galerie

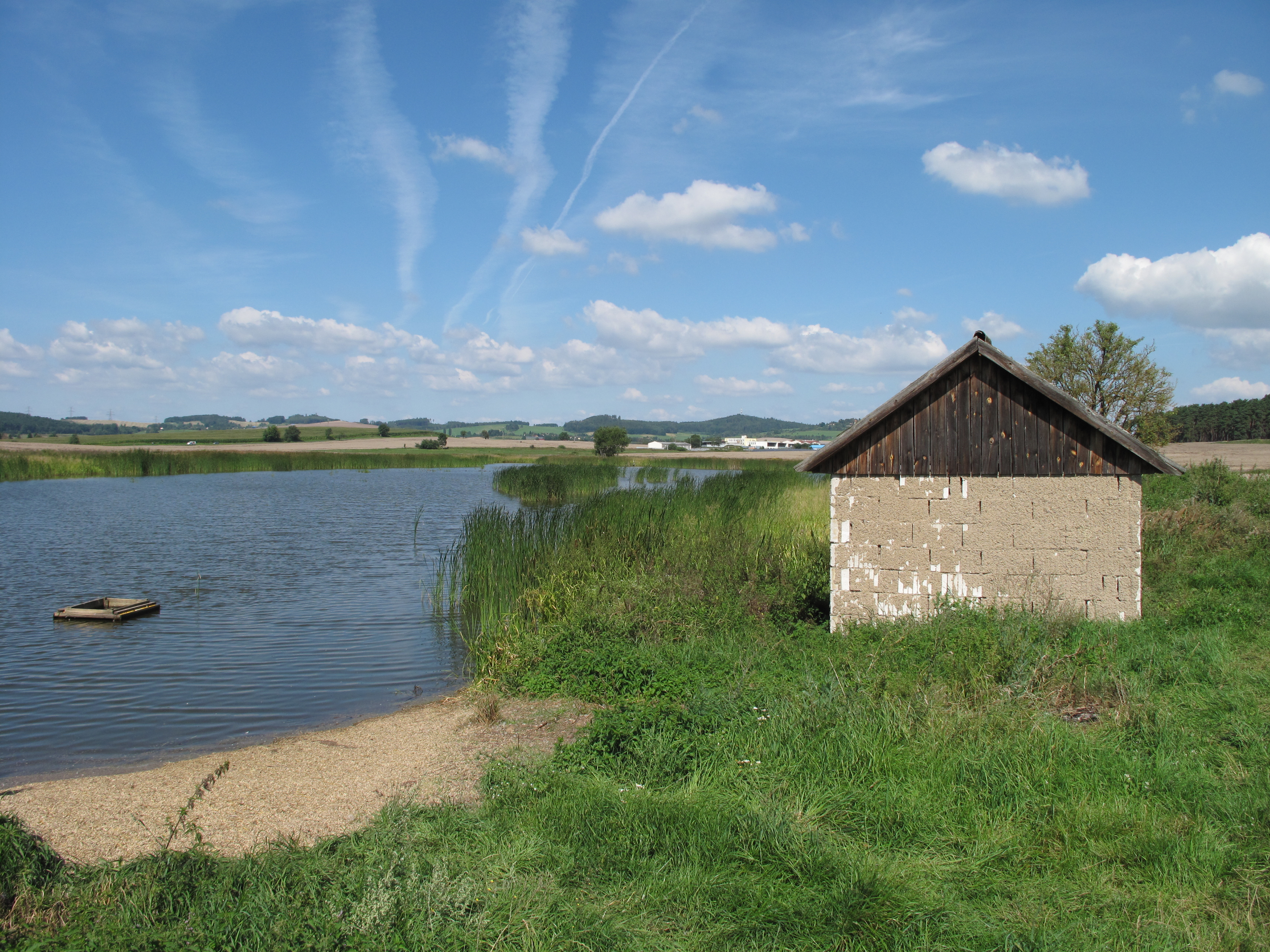
Domek
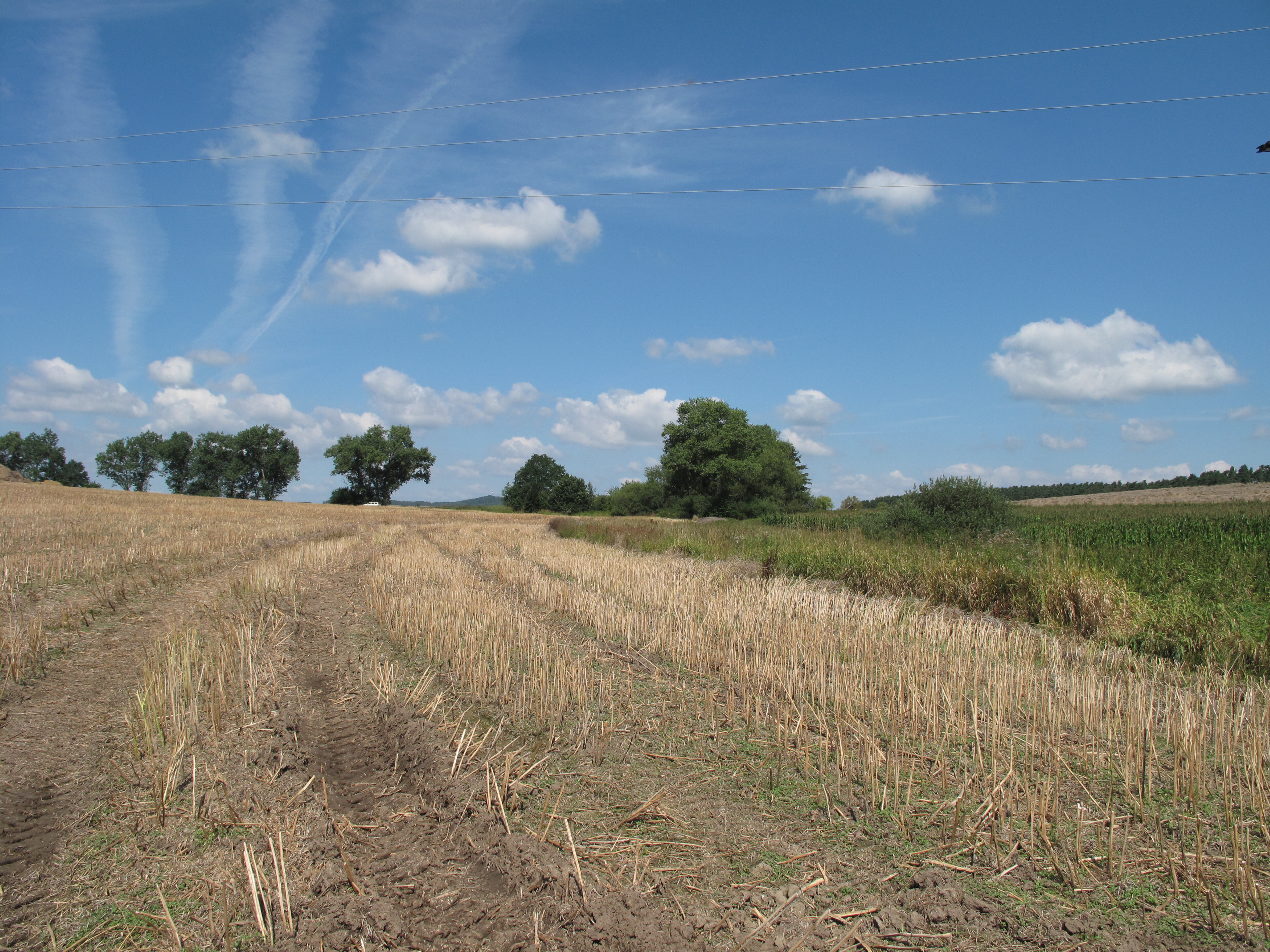
Hráz od jihu
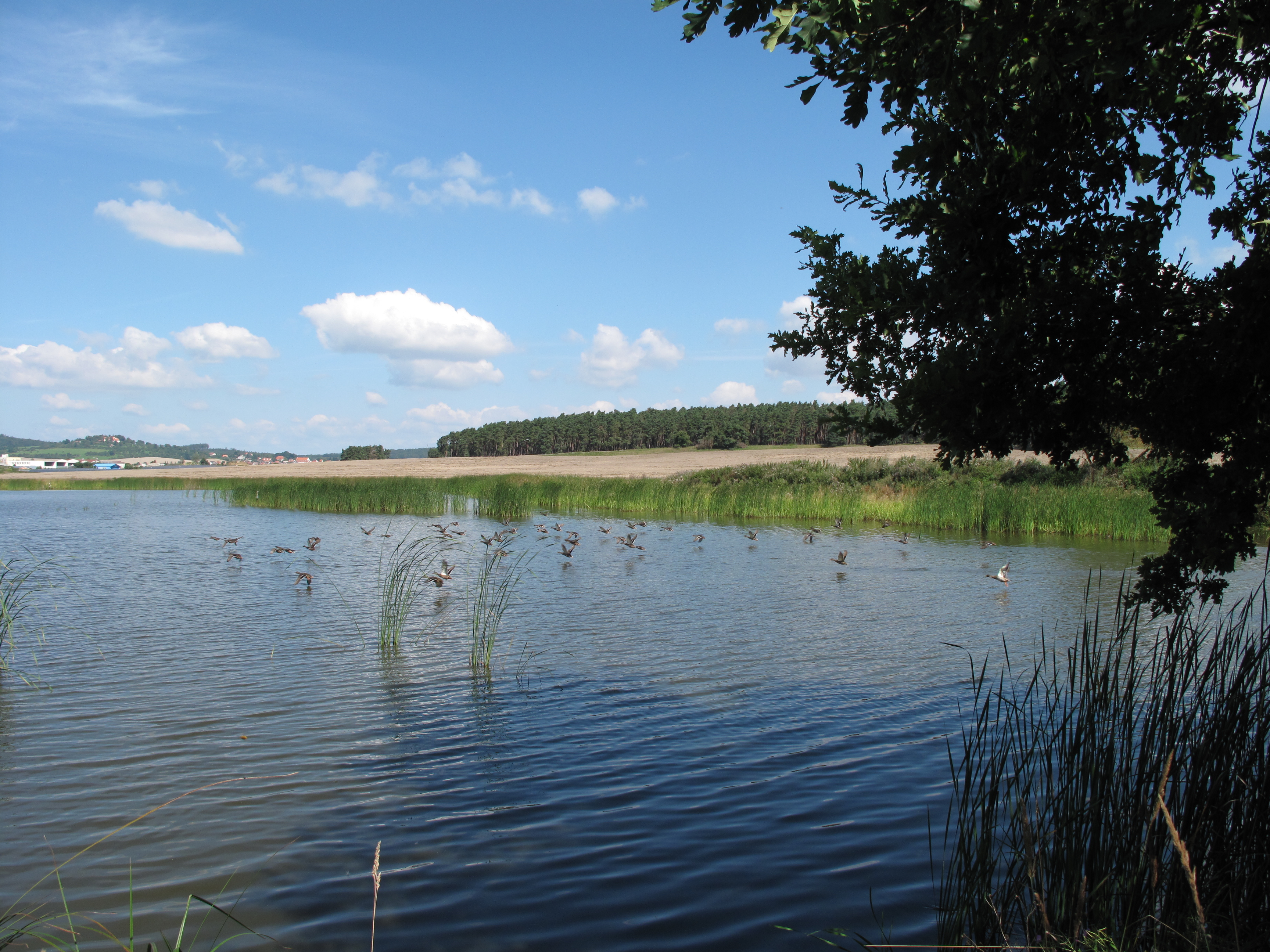
Kačeny